# Артуш
Артуш (кит. спр. 阿图什市, піньїнь: Ātúshí Shì, кирг. Артыш, трансліт. Artux) — прикордонне місто-повіт в китайській автономії Сіньцзян, адміністративний центр Кизилсу-Киргизької автономної префектури. 

## Географія
Артуш лежить на межі пустелі Такла-Макан і східного Тянь-Шаня.

### Клімат
Місто знаходиться у зоні, котра характеризується кліматом пустель помірного поясу. Найтепліший місяць — липень із середньою температурою 26.26 °C. Найхолодніший місяць — січень, із середньою температурою -7.26 °С.
| Клімат Артуша                | Клімат Артуша | Клімат Артуша | Клімат Артуша | Клімат Артуша | Клімат Артуша | Клімат Артуша | Клімат Артуша | Клімат Артуша | Клімат Артуша | Клімат Артуша | Клімат Артуша | Клімат Артуша | Клімат Артуша |
| Показник                     | Січ.          | Лют.          | Бер.          | Квіт.         | Трав.         | Черв.         | Лип.          | Серп.         | Вер.          | Жовт.         | Лист.         | Груд.         | Рік           |
| Абсолютний максимум, °C      | 11            | 14            | 26            | 31            | 32            | 35            | 37            | 37            | 32            | 29            | 19            | 11            | 37            |
| Середній максимум, °C        | −3,4          | 1,4           | 11,3          | 19,5          | 24            | 27,9          | 30,2          | 28,6          | 23,8          | 16,3          | 6,9           | −1,4          | 15,4          |
| Середня температура, °C      | −7,2          | −1,9          | 8,3           | 16,4          | 20,9          | 24,9          | 27,3          | 25,9          | 21            | 13,2          | 3,5           | −4,8          | 12,3          |
| Середній мінімум, °C         | −10,8         | −5,3          | 4,7           | 12,1          | 16,9          | 21,2          | 23,7          | 22,5          | 17,7          | 9,3           | −0,1          | −7,9          | 8,7           |
| Абсолютний мінімум, °C       | −29           | −21           | −15           | −2            | 8             | 14            | 15            | 14            | 9             | −2            | −11           | −22           | −29           |
| Норма опадів, мм             | 4.3           | 16            | 16.9          | 18.6          | 41.7          | 35.7          | 31.6          | 36.6          | 32.4          | 6.5           | 6.8           | 7.9           | 255           |
| Днів з опадами               | 1,4           | 3,5           | 2,7           | 3,5           | 7,5           | 8,6           | 6,7           | 9,1           | 5,5           | 0,9           | 1,2           | 1,4           | 52            |
| Вологість повітря, %         | 62.2          | 58.9          | 36.6          | 26.1          | 26            | 23.6          | 23.6          | 27.1          | 29.8          | 30.7          | 44.8          | 57.1          | 37.2          |
| ---------------------------- | ------------- | ------------- | ------------- | ------------- | ------------- | ------------- | ------------- | ------------- | ------------- | ------------- | ------------- | ------------- | ------------- |
| Джерело: Weather and Climate |               |               |               |               |               |               |               |               |               |               |               |               |               |